# Габру
Габру (рум. Gabru) — село у повіті Долж в Румунії. Входить до складу комуни Вирвору-де-Жос.
Село розташоване на відстані 202 км на захід від Бухареста, 20 км на захід від Крайови.

## Населення
За даними перепису населення 2002 року у селі проживали 348 осіб, з них 347 осіб (99,7%) румунів. Усі жителі села рідною мовою назвали румунську.